# Cantone di Auch-3
Il Cantone di Auch-3 è una divisione amministrativa dell'arrondissement di Auch.
È stato costituito a seguito della riforma approvata con decreto del 26 febbraio 2014, che ha avuto attuazione dopo le elezioni dipartimentali del 2015.

## Composizione
Il cantone comprende parte del territorio comunale di Auch e i seguenti 9 comuni:
- Auterive
- Boucagnères
- Durban
- Haulies
- Lasseube-Propre
- Orbessan
- Ornézan
- Pessan
- Sansan